# Chetone phyleis
Chetone phyleis är en fjärilsart som beskrevs av Druce 1885. Chetone phyleis ingår i släktet Chetone och familjen björnspinnare. Inga underarter finns listade i Catalogue of Life.